# Henri de Montbéliard
Henri de Montfaucon, seigneur de Montbéliard et seigneur d'Orbe, d'Échallens, de Marnay et de Montagny-le-Corbos, mort en 1396 à la bataille de Nicopolis, lors de la croisade contre Bajazet.

## Famille
Fils aîné du comte de Montbéliard Étienne de Montfaucon, (1325-1397), et de Marguerite de Chalon-Arlay, il meurt après ses frères cadets, mais avant son père.

## Campagnes militaires

### Flandre
En 1381, Henri de Montbéliard fut envoyé avec d'autres vassaux de Philippe II de Bourgogne sous les ordres de Guy de Pontailler en Flandre pour aider le comte Louis de Male à lutter contre la rébellion des Gantois. Il prit part avec ses compagnons à la bataille de Nevele qui eut lieu le 13 mai 1381 et se solda en victoire pour le comte de Flandre. Il est vraisemblable qu'après la bataille de Beverhoutsveld où Louis de Male fut vaincu par les rebelles et contraint de fuir la Flandre qu'Henri de Montbéliard soit alors revenu en Flandre avec l'armée royale française combattre l'armée de la Flandre sous Philippe van Artevelde qu'ils déconfirent à la bataille de Roosebeke le 27 novembre 1382. 

### Croisades
Il est fort probable que, comme la grande majorité des nobles bourguignons de cette époque, qu'Henri de Montbéliard soit parti en Prusse à un moment où un autre combattre les Lituaniens sous les ordres des chevaliers teutoniques. En 1396 il prend part à la croisade de Nicopolis où il est vraisemblablement tué par l'armée ottomane.

## Mariages et succession
Il épouse en premières noces le 18 janvier 1383 Marie, vicomtesse de Bligny (Blagny, Blaigny), fille de Gaucher de Châtillon sire de Fère-en-Tardenois (petit-fils du connétable Gaucher V) et de Jeanne de Coucy (fille de Guillaume Ier) ; puis en secondes noces Béatrice, fille d'Henri IV de Furstenberg et de Sophie de Zollern-Schalksburg. Il eut :

Du premier mariage :
- Henriette d'Orbe (1387 - 14 février 1444), dame de Montfaucon et comtesse de Montbéliard, hérite du comté de Montbéliard à la mort de son grand-père et le transmet à la maison de Wurtemberg.
- Marguerite (vers 1388 - 1410), dame d'Orbe, d'Échallens, de Bottens et de Montagny-le-Corbos, épouse le 14 mai 1398 Humbert de Villersexel, seigneur de Saint-Hippolyte, comte de la Roche-en-Montagne,
- Jeanne († 14 mai 1445), dame de Montfaucon, de Montbéliard, de Vuillafans, de Bouclans, de Vercel, de Cicon et de Réaumont, épouse en avril 1411/12 Louis II de Chalon-Arlay,
- Agnès (? - avant le 19 octobre 1433)[3], dame de Marnay et du Fay, vicomtesse de Blaigny, épouse le 22 avril 1398 Thiébaut VIII de Neuchâtel-Bourgogne,

Du second mariage :
- Étienne d'Orbe (? - 1466),
- Jean de Montbéliard,
- Catherine de Montbéliard.